# Hux Flux (musikalbum)
Hux Flux är den svenska popgruppen Gyllene Tiders åttonde studioalbum, utgivet den 30 juni 2023. Skivan innehåller bland annat singlarna "Chans", "Gyllene Tider igen" och "Dagar att dansa". Albumet och återföreningen kom till efter att Per Gessle tyckte att coronapandemin förändrade allt, och ”hux flux” var bandet tillbaka. Gyllene Tiders sommarturné ”Hux Flux” bestod av 17 konserter runtom i Sverige och startade den 7 juli i Halmstad och avslutades på Ullevi i Göteborg den 5 augusti 2023.

## Låtlista
Sida A
1. Gyllene Tider igen – 2:13
2. Chans – 3:31
3. Har lite kärlek kvar (och kan resa) – 3:22
4. Jag har en vän – 2:21
5. Hux Flux – 3:18

Sida B
1. Gammal kärlek rostar aldrig – 2:44
2. Dagar att dansa – 3:23
3. Ebenholtz Café – 2:57
4. Finns det någonting? – 3:05
5. Sanna mina ord – 2:56
6. Det perfekta svaret – 3:13

På digitala varianten så finns det också ”Per Gessle berättar”
1. Album titel — Per Gessle berättar
2. Bakgrund — Per Gessle berättar
3. Inspelning — Per Gessle berättar
4. Idé — Per Gessle berättar
5. Inspiration — Per Gessle berättar
6. Produktion + sound — Per Gessle berättar
7. Framtid — Per Gessle berättar
8. Gyllene Tider igen — Per Gessle berättar
9. Dagar att dansa -Per Gessle berättar
10. Chans — Per Gessle berättar
11. Gammal kärlek rostar aldrig — Per Gessle berättar
12. Har lite kärlek kvar (och kan resa) — Per Gessle berättar
13. Jag har en vän — Per Gessle berättar
14. Hux Flux — Per Gessle berättar
15. Finns det någonting — Per Gessle berättar
16. Ebenholtz Café — Per Gessle berättar
17. Sanna mina ord — Per Gessle berättar
18. Det perfekta svaret — Per Gessle berättar

## Medverkande
- Per Gessle
- Mats "MP" Persson
- Anders Herrlin
- Micke "Syd" Andersson
- Göran Fritzon